# Тарнопольский, Олег Дмитриевич
Олег Дмитриевич Тарнопольский (англ. Oleg Tarnopolskiy; 7.06.1981, Вильнюс) — известный российский fashion-эксперт, стилист media-проектов, постоянный обозреватель мировых недель мод и автор рубрики «Trends Review by Oleg Tarnopolskiy», основатель первого в России концептуального агентства «Image Concept Service by Oleg Tarnopolskiy», предоставляющего услуги в области персонального стайлингла, шоппинг-сопровождения, продюсирования модных фотосессий и видеосъёмок по всему миру. Неоднократный лауреат престижных премий в области моды и стиля, в том числе телеканалов Fashion TV и World Fashion Channel. 

## Биография
Родился в Вильнюсе 7 июня 1981 года. Отец — Дмитрий Тарнопольский,  бизнесмен. Мать — ЕленаТарнопольская, ресторатор. В 10 лет переехал с родителями в Киев. Окончил Киевский национальный университет культуры и искусств по специальности «Дизайн стиля». Продолжил своё обучение по направлению Personal & Celebrity styling и Fashion production за рубежом.
В период с 2003 по 2011 год прошёл обучение в лучших мировых академиях fashion индустрии: NHJ-Style Academy (специальность Personal styling, Лондон),  St. Martins College of Art and Design (специалильность Design and style, Лондон), London Academy of Media Film&TV (специальность Personal/celebrity styling), London College of Fashion по программам Celebrity styling, Principles of personal fashion styling, Signature style, Introduction to fashion styling for the media, Fashion styling for print.
Создатель авторской методики по разбору гардероба, организации фотосессий и шоппинг-сессий. Читает авторский курс лекций и мастер-классов по «Правилам умного гардероба» студентам Британской высшей школы Дизайна в Москве (British Higher School of Art and Design) и Школы телевидения «ОСТАНКИНО» (МИТРО, Москва).
Является автором постоянных рубрик и колонок в глянцевых изданиях и на популярных порталах. На счету сотрудничество с Cosmopolitan, ELLE, L’Officiel, W STORY MAGAZINE и др.  
Отец Тарнопольский Дмитрий — бизнесмен. Мать Тарнопольская Елена — ресторатор.
С 2002 года создаёт образы и выступает продюсером фото и видео съёмок, для отечественных и иностранных звёзд, разрабатывает и сопровождает имидж известных политиков, бизнесменов, музыкантов и актёров.

### Показы
В 2005 году стилизовал показ коллекции весна-лето 2004 в рамках Ukranian Fashion Week в сотрудничестве с Paco Rabanne. В 2006 выступал стилистом рекламной кампании осень-зима 2005 бижутерии Just Cavalli. Позднее выступал стилистом ещё нескольких знаковых кампаний в индустрии fashion: Guess watches (весна-лето 2006), Rodrigo Otazu (бижутерия «OTAZU» весна-лето 2006), ювелирного дома Fantesso (весна-лето 2007) и марки одежды Apart, создав для неё образы для lookbook весна-лето 2010.

### Преподавательская деятельность
Активно занимается преподавательской деятельностью. Преподаёт студентами British Higher School of Art and Design в Москве и ученикам Школы телевидения «Останкино» (МИТРО).

### Работа в СМИ
На протяжении своей карьеры Олег Тарнопольский постоянно работает в индустрии СМИ.
Одним из наиболее успешных его проектов стал «Клуб бывших жен» (ТНТ) — одна из немногих программ, призванная не столько развлекать, сколько оказывать реальную психологическую помощь. В шоу обращались женщины, пережившие сложный развод и желавшие справиться с его последствиями. Имиджмейкер кардинально менял образ каждой героини, что позволяло женщинам не просто поверить в собственную привлекательность, но и начать новую жизнь.
В 2011 на MTV стартовало уникальное шоу перевоплощений «Сделай мне звезду», ведущим которого вновь стал Олег Тарнопольский. Вместе с командой профессионалов имиджмейкер помогал обычным молодым людям стать похожими на суперзвёзд мирового шоу- и кинобизнеса.
По окончании проекта телеканал MTV предложил Олегу стать автором и ведущим ряда рубрик о моде и стиле, которые стали одними из наиболее рейтинговых продуктов канала.
Олег Тарнапольский выступает постоянным fashion-экспертом на каналах Fashion TV, World Fashion, а также участвует в известных проектах федерального ТВ. 2012—2014 года — телеведущий, модный эксперт видеожурнала Оксаны Федоровой Moda Topical (телеканал STV).

### Стиль
Свою деятельность в качестве стилиста и fashion-эксперта ведёт с 2002 года, создавая образы и выступая продюсером фото- и видеосъёмок для отечественных и иностранных звёзд, актёров и музыкантов. Разрабатывает и сопровождает имидж известных политических деятелей и бизнесменов.
На счету Олега Тарнопольского неоднократное сотрудничество с мировыми брендами индустрии моды, в числе которых Paco Rabanne (стилизация показа коллекции Весна/Лето 2004 в рамках Ukranian Fashion Week), Roberto Cavalli (стилизация рекламной кампании Just Cavalli Jewelry сезона Осень/Зима 2005). Позднее выступил официальным стилистом ещё нескольких кампаний, среди которых Guess watches (Весна/Лето 2006), Rodrigo Otazu (бижутерия «OTAZU» весна/Лето 2006). 

### Образование

#### Мода
- 2008 год — КНУКИМ Киевский Национальный Университет Культуры и Творчества, факультет стиля/специальность «Дизайнер стиля» (заочный факультет)
- 2009 год — London Academy of Media Film&TV/Personal&celebrity styling
- 2010 год — NHJ-Style Academy /Personal styling (Лондон)
- 2010 год — ColorME beautiful/style&Image Training (Лондон)
- С 2011 года по настоящее время — London College of Fashion курсы Celebrity styling, Principles of personal fashion styling, Signature style, Introduction to fashion styling for the media, Fashion styling for print.

#### Hair-Style
- 2003—2009 годы — Vidal Sasoon, курс Classic creative cut&coloring (Лондон)
- 2006 год — Luis Llongueras (Барселона)
- Toni & Guy, курс Higlighting Specialist (Лондон)
- Patrick Cameron, курс Classic&Evening hairstyle step by step (Лондон)

#### Make — up
- 2006 год — Joe Blasco Make-up Center inc., курс Beauty Make-up Artistry Program (Голливуд)
- 2006 год — MAC-Academy, Master classes make-up (США)
- 2010 год — ColorME beautiful, курс Colour&Make-up training (Лондон)

### Достижения
- 2008 год — лауреат премии «Лучшие из Лучших», кавалер Ордена Российской геральдической Палаты за высокий профессионализм и активное участие в развитии национальной моды в номинации «Профессионал России».
- 2009 год — лауреат премии Всемирный Альянс «Миротворец. Кавалер серебряного ордена А1023. Талант и призвание» международного альянса Миротворец за вклад в развитие моды и активное участие в благотворительной деятельности, кавалер Серебряного Ордена Звезды Ars Longa за вклад в дело возрождения и укрепления мировой культуры и искусства.
- Лауреат Первой российской премии в области красоты и здоровья «Грация — 2009», обладатель бронзовой статуэтки «Грация» в номинации «Персона Года» как лучший имиджмейкер Art&Luxury stylist 2008 года.
- 2010 год — Победитель премии World Fashion Awards — 2010 в номинации «Fashion имиджмейкер года».
- 2011 год — Швейцарское издательство Who is Who Verlag fur Personenzyklopadien AG опубликовало биографию Олега Тарнопольского в V юбилейной энциклопедии швейцарской классической коллекции Hubners Who is Who.
- 2012 год — Награда «За вклад в развитие fashion-индустрии» от журнал FHM.
- 2012 год — Лауреат премии Royal People N.Style Awards в номинации «Royal fashion стилист года».
- 2013 год — Премия телеканала Fashion TV Awards[6]
- 2014 год — Лауреат премии Top 25 Diamond Companies&Persons
- 2014 год — Лауреат Европейской премии Aurora Beauty&Helth[7][8].
- 2015 год — Премия телеканала Fashion TV Awards в номинации «Fashion стиль медиа-проектов 2015»